# 风险决策
风险决策在决策论范畴内指决策者知道环境状态出现的概率的决策。这些概率可能客观可知（如乐透、轮盘赌）或依据主观估计（例如基于历史数据）。

## 一般概念
风险决策 也就是通常所说的 不确定条件下的决策. 当人们虽然知道有哪些可能的环境状态,但却并不知道具体每种环境状态的概率时，同时把环境的进入概率看作风险, 即存在 未知条件下的决策, 
风险决策可以通过一个矩阵来表示决策问题: 决策者可以选择采取不同的行动 {\displaystyle a_{i}}, 每个行动和可能出现的不同的状况 {\displaystyle s_{j}} 相对应产生不同的结果 {\displaystyle e_{ij}} . 出现不同状况的概率 {\displaystyle w_{j}} 为已知, 那么则有: {\displaystyle 0\leq w_{j}\leq 1} 及 {\displaystyle \sum _{j}w_{j}=1} 成立.
- 例子: 一年内投资100 元. 有如下选择: 一支股票({\displaystyle a_{1}}) 或者零利率的储蓄({\displaystyle a_{2}}). 可能出现的状况是: 股票上涨({\displaystyle s_{1}}), 股票下跌 ({\displaystyle s_{2}}) 或者股票价格无变化 ({\displaystyle s_{3}}).

例如结果矩阵如下所示:
|                       | {\displaystyle s_{1}} | {\displaystyle s_{2}} | {\displaystyle s_{3}} |
| --------------------- | --------------------- | --------------------- | --------------------- |
| {\displaystyle a_{1}} | 120                   | 80                    | 100                   |
| {\displaystyle a_{2}} | 100                   | 100                   | 100                   |

决策者设股票上涨的概率为 {\displaystyle w_{1}}，股票下跌的概率为 {\displaystyle w_{2}}  以及股票保持不变的概率为 {\displaystyle w_{3}}.

## 决策原则
在风险决策时可以采用以下几种原则:

### 贝叶斯原则
贝叶斯原则 也被称作μ-原则. 决策者只根据期望值做出决策.
{\displaystyle \max _{i}:\varphi {}_{ai}=E(e_{i})=\mu {}_{e}=\sum _{j}w{}_{j}\cdot e_{ij}}
因为只有每个选项的期望值 {\displaystyle a_{i}} 被评估, 所以决策者的风险偏好是中性的, 例如他对参加有50%机会赢1元钱和50%机会输1元钱的游戏的态度是中性的. 在前面例子里决策者为中性，当: {\displaystyle e_{11}}*{\displaystyle w_{1}} + {\displaystyle e_{12}}*{\displaystyle w_{2}} + {\displaystyle e_{13}}*{\displaystyle w_{3}} = 100 (一个和概率{\displaystyle w_{j}}无关的保险的"支付"), 也可以是: 120*{\displaystyle w_{1}} + 80*{\displaystyle w_{2}} + 100*{\displaystyle w_{3}}. 无差别也可以表现为等概率分布, 当存在: {\displaystyle w_{1}} = {\displaystyle w_{2}} = {\displaystyle w_{3}} = {\displaystyle {\frac {1}{3}}}.

### 期望值的问题
圣彼得堡悖论的例子显示了 , 仅考虑期望值并不能正确反映人们在真实情况下做出的决策行为:
- 一个(理想的)硬币(正面和反面都有50%概率) 被抛出.
- 参加者得到以下支付:
  - 2 元, 第一次就抛出正面
  - 4 元, 第二次才抛出正面
  - {\displaystyle 2^{n}} 元, 第 n-次 才抛出正面
- 参加者将需要支付一个公平的价格, 也就是游戏的期望值.

一个决策者如果只根据期望值做出决策, 将会决定为参加游戏支付公平的价格, 也就是期望值 (他对于参加与不参加应该是恰好中性的):
期望值计算如下:
- 第一次就抛出正面的概率为 {\displaystyle {1 \over 2}}, 得到 2元.
- 第二次才抛出正面的概率为 {\displaystyle {1 \over 4}}, 得到 4元.
- 第n次才抛出正面的概率为{\displaystyle {\frac {1}{2^{n}}}}, 得到 {\displaystyle 2^{n}}元.

那么 E(X) = {\displaystyle {1 \over 2}*2+{1 \over 4}*4+...+{\frac {1}{2^{n}}}*2^{n}} + ... = 1 + 1 + ... + 1 + ... 也就是无穷大.
但是，事实上没有人肯为这个游戏支付无穷多的钱.

### μ-σ-原则
在 μ-σ-原则 里，决策者既考虑风险的偏好又考虑标准差. 风险中性的决策者对应于贝叶斯原则, 一个选项{\displaystyle a_{i}}对于风险回避型(厌恶风险)决策者的吸引力随着它的标准差的递增而递减，  而对于风险偏爱型的决策者则正好相反.
{\displaystyle \max _{i}:\varphi _{ai}=\Phi (\mu _{i},\sigma _{i})}
一种可能μ-σ-原则的形式的例子:
{\displaystyle \Phi (\mu _{i},\sigma _{i})=\mu _{i}-\alpha \cdot \sigma _{i}}
当α < 0 时: 决策者为风险偏爱型, 一个σ更高的选项，将比一个有着相同期望值μ但较低σ的选项优先. 当 α > 0 时: 决策者为风险回避型, 一个σ较低的选项，将比一个有着相同期望值μ但较高σ的选项优先. 当α = 0 则等价于贝叶斯原则, 决策者为风险中性, 标准差σ将不会影响决策.
μ-σ-原则应用的前提是未来利润呈正态分布或者决策者有一个二次的效用函数.

### 伯努利原则
在应用 伯努利原则时，结果矩阵 {\displaystyle e_{ij}} 必须先通过一个风险效用函数转化为效用值. 独立的风险效用函数{\displaystyle u(e_{ij})}反映了一个决策者的风险偏好. 一个风险回避型的决策者的风险效用函数, 是一个凸函数, 而一个凹函数 则表示决策者是风险偏爱型. 但是一个风险效用函数既存在凸区间也存在凹区间也是可能的. 例如在实践中可以观察到, 人们既买彩票(风险偏爱), 又买 保险(风险回避).
风险效用函数值被最大化.  
{\displaystyle \max _{i}:\varphi _{ai}=\sum _{j}w_{j}\cdot u(e_{ij})}